# Высокая (Завражское сельское поселение)
Высокая — деревня в Никольском районе Вологодской области.
Входит в состав Завражского сельского поселения, с точки зрения административно-территориального деления — в Завражский сельсовет.
Расстояние по автодороге до районного центра Никольска — 36 км, до центра муниципального образования Завражья — 6 км. Ближайшие населённые пункты — Сорокино, Старыгино, Завариха.
По переписи 2002 года население — 66 человек (28 мужчин, 38 женщин). Всё население — русские.